# Samuel Jessner
Samuel Jessner (* 21. Dezember 1858 in Darbėnai in Russland; † 7. Dezember 1929 in Königsberg) war ein deutscher Dermatologe und Sexualforscher.
Jessner studierte an der Universität Königsberg Medizin. Nach der Promotion habilitierte er sich dort auch. Er befasste sich vornehmlich mit Haut- und Geschlechtskrankheiten. Er war Vorsitzender des Königsberger Zweigs der freireligiösen Deutschen Gesellschaft für ethische Kultur. Seine Söhne waren der Dermatologe Max Jessner und der Theaterdirektor und Regisseur Fritz Jessner.

## Werke (Auswahl)
- Salben und Pasten mit besonderer Berücksichtigung des Mitin : Anh.: Rezeptformeln, Kabitzsch, Würzburg 1905 (Digitalisat)
- Hauttuberkulose (Lupus vulgaris etc.) einschliesslich Tuberkulide und Lupus erythematodes, 1909.
- Die praktische Bedeutung des Salvarsan für die Syphilistherapie, Kabitzsch, Würzburg 1911 (Digitalisat)
- Schönheitsfehler und ihre Behandlung, 1910, 6. Auflage: 1923.
- Die Hautleiden kleiner Kinder, 1903, 4. Auflage: 1923.
- Diagnose und Therapie des Ekzems, 1905, 3. Auflage: 1926.